# Деморализация
Деморализация в контекста на военното дело и военните действия, националната сигурност и т.н. е процес на психологическа война, чиято цел е да подкопае бойния дух сред воюващите или мирното население на опонента или вражеската страна, и да ги окуражи да се оттеглят, предадат или преминат на другата страна, вместо да ги побеждава в битка или военни действия. Деморализиращи действия могат да бъдат провеждани както на фронта в операции от типа „удари и бягай“, така и сред цивилното население, чрез разпространяване на брошури и всякакъв друг тип информация, която цели да го демотивира за присъединяване към войскови части, да поддържа и подкрепя военни действия и т.н.
Моралът е основен първоизточник на успеха в бой и сражение, понеже от една страна „справедливостта винаги възтържествува“ (максима), от друга успехът най-често стои на страната на онези, които силно вярват в своята кауза, и които по-лесно поддържат позитивна нагласа, което допринася за тяхната способност да работят по-усилено за спечелване на каузата си. Съответно деморализацията често има за цел да подкопае устрема към възвръщане на справедливото състояние и отвоюването му обратно от заемащата правото страна.
В психологически аспект това може да значи довеждането на противника до състояние на екзистенциално страдание: безнадеждност, песимизъм, безпомощност, загуба на мотивация, социална изолация, отчуждение .